# Galakaïna Sorkoydo
Galakaïna Sorkoydo (auch: Gala Kaïna Sorkoydo, Gala Keyna Sorkaydo) ist ein Dorf in der Landgemeinde N’Dounga in Niger.

## Geographie
Das von einem traditionellen Ortsvorsteher (chef traditionnel) geleitete Dorf liegt am linken Ufer des Flusses Niger. Es befindet sich rund drei Kilometer nordwestlich des Hauptorts Fandobon der Landgemeinde N’Dounga, die zum Departement Kollo in der Region Tillabéri gehört. Ein Nachbardorf von Galakaïna Sorkoydo ist Diga Banda Sorkoydo im Nordwesten. Zwischen Galakaïna Sorkoydo und Fandobon mündet das Trockental Kori de Ouallam, dessen Einzugsgebiet sich über eine Fläche von 10.740 km² erstreckt, in den Fluss Niger.
Galakaïna Sorkoydo ist Teil der Übergangszone zwischen Sahel und Sudan. Die durchschnittliche jährliche Niederschlagsmenge beträgt hier zwischen 500 und 600 mm.

## Geschichte
Laut einer Erhebung vom September 2022 lebten in Galakaïna Sorkoydo 693 interne Vertriebene aus 99 Haushalten.

## Bevölkerung
Bei der Volkszählung 2012 hatte Galakaïna Sorkoydo 280 Einwohner, die in 40 Haushalten lebten.

## Wirtschaft und Infrastruktur
Es gibt eine Grundschule im Dorf.